# Wenzl Löffler
Wenzl Löffler, též Wenzel Löffler (22. ledna 1834 Mikulovice – 25. září 1875 Mikulovice), byl rakouský politik německé národnosti z Čech, v 2. polovině 19. století poslanec Říšské rady a Českého zemského sněmu.

## Biografie
Patřila mu usedlost v rodných Mikulovicích, od roku 1870 v Kadani. V roce 1865 se stal předsedou okresního zastupitelstva (okresním starostou) v Kadani. Byl členem spolku Verein für Geschichte der Deutschen in Böhmen.
Zapojil se i do politiky. V zemských volbách v lednu 1867 byl zvolen na Český zemský sněm za kurii venkovských obcí, obvod Kadaň, Přísečnice, Doupov. Do sněmu se dostal i v krátce poté vypsaných zemských volbách v březnu 1867. Mandát obhájil rovněž v zemských volbách v roce 1870 a zemských volbách v roce 1872. Rezignoval roku 1874. V doplňovacích volbách ho pak nahradil Ludwig von Schwarzenfeld.
Byl též poslancem Říšské rady (celostátního parlamentu, kam usedl v prvních přímých volbách v roce 1873 za kurii venkovských obcí, obvod Karlovy Vary, Jáchymov atd. Rezignace byla oznámena na schůzi 20. října 1874. Uvádí se jako majitel hospodářství, bytem v Mikulovicích. Patřil k tzv. Ústavní straně, která byla liberálně, proněmecky, provídeňsky a centralisticky orientovaná. V jejím rámci představoval mladoliberální křídlo.